# Rosedale (Missisipi)
Rosedale – miasto w Stanach Zjednoczonych, w stanie Missisipi, w hrabstwie Bolivar.